# 松本晋太郎
松本 晋太郎（まつもと しんたろう、男性、1985年2月17日 - ）は、日本のプロボクサー。新潟県新潟市出身。第17代OPBF東洋太平洋スーパーミドル級王者。ワタナベボクシングジム所属。かつてはヨネクラボクシングジムに所属していた。

## 来歴

### アマチュア時代
新潟誠道館で空手を学び、新潟向陽高等学校でボクシングを始める。
拓殖大学に進学後、4年次に全日本アマチュア選手権ミドル級で優勝。後のロンドンオリンピック金メダリスト村田諒太との対戦歴もある。なお、大学では1年は選手登録せず、1年留年している。2年先輩に八重樫東。

### プロ時代
2008年9月16日、後楽園ホールでチンチャイ・パラドーンジム（タイ）と両者にとってのデビュー戦を行い、ヨネクラボクシングジム所属の松本が初回2分31秒KO勝ちを収めデビュー戦を白星で飾った。
2008年11月18日、後楽園ホールで韓国ミドル級3位の金炳勲（韓国）と対戦し、3-0（60-64が2者、60-55）の判定勝ちを収めた。
2009年6月2日、後楽園ホールでこの試合がデビュー戦となるルートサヤーム・ポーティティマ（タイ）と対戦し、初回2分36秒TKO勝ちを収めた。
2010年1月15日、後楽園ホールでゴンゲール・シットサイトーン（タイ）と対戦し、3回2分38秒TKO勝ちを収めた。
2010年5月24日、後楽園ホールでマクサク・シットサイトーン（タイ）と対戦し、3回1分46秒KO勝ちを収めた。
2011年5月30日、後楽園ホールでインドネシアスーパーウェルター級4位のパンカ・シアントゥリ（インドネシア）と対戦し、初回2分33秒KO勝ちを収めた。
2011年8月6日、後楽園ホールで三浦広光（帝拳）と77.0 Kg契約8回戦を行い、プロ初黒星となる0-3（73-79、75-77、74-77）の判定負けを喫した。
2012年1月11日、後楽園ホールでクンドン・チャイヨンジム（タイ）と77.0 Kg契約8回戦を行い、3-0（79-74、80-72、79-73）の判定勝ちを収め再起を果たした。
2012年3月22日、後楽園ホールでOPBF東洋太平洋スーパーミドル級王者清田祐三（フラッシュ赤羽）と対戦し、6回にカットした左目上の傷が深まった７回終了時にレフェリー・ストップが掛かり、王座獲得に失敗した。
2012年7月4日、後楽園ホールでチャンスック・ノンピタヤコム（タイ）と77.0 Kg契約8回戦を行い、2回2分10秒KO勝ちを収め再起を果たした。
2012年12月3日、後楽園ホールでカジョーンデット・オーエカチャイ（タイ）と77.0 Kg契約8回戦を行い、2回1分6秒TKO勝ちを収めた。
2013年4月22日、後楽園ホールでインドネシアミドル級8位のヤシール・シアジアン（インドネシア）と77.0 Kg契約8回戦を行い、シアジアンの2回終了時棄権により再起3連勝を果たした。
2013年7月5日、オークランドのABAスタジアムでロバート・ベリッジ（ニュージーランド）とABCOライトヘビー級王座決定戦を行い、５回１分41秒TKO負けを喫し王座獲得に失敗した。
2013年12月10日、後楽園ホールでOPBF東洋太平洋スーパーミドル級3位の清田祐三（フラッシュ赤羽）とOPBF東洋太平洋スーパーミドル級王座決定戦を行い、4回37秒TKO負けを喫し王座獲得に失敗した。
2014年1月9日、OPBFは最新ランキングを発表し、上述の清田戦に敗れ王座獲得に失敗した松本をOPBF東洋太平洋スーパーミドル級ランキングから除外した。
2014年1月28日、後楽園ホールで行われた西澤ヨシノリの引退記念興行で西澤と2分2ラウンドのスパーリングを披露した。
2015年3月17日、後楽園ホールで行われた「エキサイトボクシング」でコンパヤック・シットアジャーンコム（タイ）と80.0 Kg契約8回戦を行い、8回3-0（79-74、79-72、80-73）の判定勝ちを収め再起を果たした。
2016年2月29日、後楽園ホールでクンドン・チャイヨンジム（タイ）と80.0 Kg契約8回戦を行い、3回2分30秒KO勝ちを収めた。
2016年4月12日、後楽園ホールでOPBF東洋太平洋スーパーミドル級王者清田祐三（フラッシュ赤羽）と対戦し、9回1分1秒3-0（87-85、88-84、86-85）の負傷判定勝ちを収め王座獲得に成功した。
2016年10月17日、後楽園ホールでOPBF東洋太平洋スーパーミドル級3位のジェイド・ミッチェル（オーストラリア）と対戦し、4回には左まぶた、10回には右まぶたをカットして流血したため試合続行不可能となり、10回１分29秒負傷判定となり、0-3で王座防衛に失敗した。
2017年6月にワタナベボクシングジムへの移籍が決定する。
2017年12月31日、大田区総合体育館でデーチャートーン・イェームピクン（タイ）と対戦し、2回1分51秒TKO勝ちを収めた。
2018年3月24日、オーストラリアのツイードヘッズでOPBF･L･ヘビー級7位のリーガン・デサックス（オーストラリア）とIBFパンパシフィックL･ヘビー級王座決定戦を行い、4回39秒TKO負けを喫し王座獲得に失敗した。
2018年9月21日、オーストラリアのシドニーでOPBF東洋太平洋ライトヘビー級王者のアーロン・ライ（オーストラリア）と対戦したが、途中で肋骨を痛め4回で棄権した。

## 戦績
- プロボクシング：21戦：14勝（10KO）7敗

## 獲得タイトル
アマチュア
- 第76回全日本アマチュアボクシング選手権ミドル級優勝

プロ
- 第17代OPBF東洋太平洋スーパーミドル級王座（防衛0=陥落）